# Erioptera angustifascia
Erioptera angustifascia är en tvåvingeart som beskrevs av Alexander 1920. Erioptera angustifascia ingår i släktet Erioptera och familjen småharkrankar. Inga underarter finns listade i Catalogue of Life.